# Famille de Palézieux
La famille de Palézieux est une ancienne famille noble originaire du Pays de Vaud et qui apparaît au XIIe siècle,.

## Origines
Le premier seigneur cité de cette famille est Garnier en 1154 ou 1155,,,.
D'après Castelnuovo, les lignages aristocratiques de la Haute-Broye, comme les chevaliers de Palézieux et les seigneurs d'Oron, apparaissent entre les XIIe et XIIIe siècles. Les seigneurs de Palézieux souscrivent régulièrement aux actes des seigneurs de Rue, à côté d'autres familles. Selon lui, les Palézieux sont parmi les familles dont « [la] faiblesse politique les contraint relativement tôt à s'unir par des liens vassaliques à des pouvoirs dont le rayon d'action est plus vaste » mais qui acquièrent une influence majeure au XIIIe siècle, « grâce aux carrières administratives de nombre de ses membres [et à] l'affaiblissement progressif de la haute aristocratie locale ». Parmi les membres de la famille, il cite Guarnier de Palézieux, appelé miles en 1186 et Guillaume de Palézieux, appelé dominus en 1234.

## Possessions
Palézieux
La seigneurie de Palézieux appartenait à l'évêché de Lausanne. L'évêque Gérold de Faucigny a confié le protectorat de ses terres aux comtes de Genève. Le comte Amédée de Genève[Lequel ?], abusant de ses pouvoirs, s'approprie Palézieux et l'inféode à la famille de Palézieux qui porte ce nom depuis cette inféodation. Albert de Montet confirme les propos de Pasche en affirmant que « le comte Amédée de Genevois profita des facilités que lui assurait sa position pour arracher des mains de l'évêque quelques seigneuries, telles que [...] Palézieux. »
La famille de Palézieux a possédé la seigneurie du même nom, dont Ecoteaux et la moitié de Maracon faisaient également partie. Les seigneurs de Palézieux possédaient des biens à Essertes, dont une partie est donnée à l'abbaye cistercienne de Haut-Crêt. Les héritiers d'Hugues vendent la seigneurie de Palézieux à la famille de Billens en 1302,,,,.
Lavaux
Ils ont également possédé Forel en Lavaux et des biens dans le Jorat. Hugues de Palézieux a épousé l'héritière des mayors de Chexbres et a fait entrer la mayorie de ce village dans la famille. 
Morerod affirme dans le Dictionnaire historique de la Suisse que la mayorie de Chexbres s'étendait sur toute la paroisse de Saint-Saphorin, mais selon Martignier et Crousaz, il existait une autre mayorie, dite de Puidoux ou de Saint-Saphorin, qui s'étendait sur toute la paroisse sauf Chexbres et qui aurait été inféodée à Hugues de Palézieux en 1271 avec le château de Glérolles. Un autre article du Dictionnaire historique de la Suisse mentionne également une mayorie de Puidoux qui est plus tard incorporée à la mayorie de Saint-Saphorin.
La famille possède l'avouerie du prieuré bénédictin de Lutry,.
En 1299, Louis Ier de Vaud achète la succession de Pierre de Palézieux.
Château de Glérolles
Selon Andenmatten et Morerod, le château de Glérolles est en possession d'Hugues de Palézieux par son mariage avec Jacobette de Chexbres,. Selon Martignier et Crousaz, le château est inféodé par l'évêque de Lausanne à Hugues en 1271.
Selon Pasche, la famille hypothèque le château de Glérolles et la mayorie de Saint-Saphorin à l'Évêque de Lausanne en 1290. Le château est vendu au même évêque en 1303,.
La Tour-de-Peilz et Cudrefin
Le comte de Savoie lègue la châtellenie de La Tour-de-Peilz à Hugues de Palézieux en 1268. Quelques semaines plus tard, il l'échange avec le successeur du comte contre la châtellenie de Cudrefin,. Andenmatten qualifie cette transaction de « défavorable au seigneur de Palézieux ». Les héritiers d'Hugues revendent la châtellenie de Cudrefin en 1285,.

## Généalogie
- Garnier de Palézieux
- Baldrade de Palézieux. Oncle de Garnier, il vivait encore en 1155[5].
- Guillaume de Palézieux
- Hugues de Palézieux, fils de Guillaume. Il fut seigneur de Palézieux, mayor de Chexbres et bailli de Vaud.
- Wilhelme II de Palézieux, fils aîné d'Hugues. Son épouse se prénomme Agnès. Il meurt avant 1294[22].
- Girard II de Palézieux, fils du précédent[22].
- Pierre de Palézieux, frère d'Hugues[4].
- Garnier de Palézieux, fils de Pierre[28].
- Pierre de Palézieux, fils de Pierre[28].
- Guillaume de Palézieux, frère d'Hugues et prieur de Lutry[2].

Selon certains auteurs, la famille se serait perpétuée en ligne masculine dans la famille de Palézieux dit Falconnet, famille bourgeoise établie à Vevey depuis le XIVe siècle, mais cette hypothèse est contestée, par exemple par Eugène de Mellet. Cette hypothèse est notamment défendue par E. de Palézieux dans « La famille de Palézieux dit Falconnet » et par un auteur inconnu dans « Chartes titres et pièces justificatives publiées par la famille de Palézieux dit Falconnet en réponse à l'ouvrage intitulé : le bailliage de Chillon en 1660 ».

## Armoiries
| Figure | Blasonnement                                                            |
| ------ | ----------------------------------------------------------------------- |
|        | Famille de Palézieux Coupé d'or au lion issant de gueules, et de sable. |

## Sources
- Fonds : Famille de Palézieux dit Falconnet (900 - 2006) [4,50 mètres linéaires].  Cote : CH-000053-1 P Palézieux. Archives cantonales vaudoises (présentation en ligne).
- Fonds : Famille de Palézieux dit Falconnet (1690 - 1861) [0,11 mètre linéaire].  Cote : CH-000053-1 P Palézieux. Archives cantonales vaudoises (présentation en ligne).

### Ouvrages
- Bernard Andenmatten, La maison de Savoie et la noblesse vaudoise (XIIIe-XIVe s.), Société d'histoire de la Suisse romande, 2005
- Guido Castelnuovo, Seigneurs et lignages dans le pays de Vaud, Université de Lausanne, Faculté des lettres, Section d'histoire, 1994
- Guido Castelnuovo et Olivier Mattéoni, De part et d'autre des Alpes : les châtelains des princes à la fin du moyen âge : actes de la table ronde de Chambéry, 11 et 12 octobre 2001, Paris, Publications de la Sorbonne, 2006, 337 p., p. 181
- Marcel Godet, Henri Türler et Victor Attinger, Dictionnaire historique & biographique de la Suisse, vol. 5, Neuchâtel, Imprimerie Paul Attinger, 1930 (lire en ligne), p. 222
- Charles Pasche, La contrée d'Oron, Cabédita, 1988
- sous la dir. de Jean-Pierre Bastian ; Jean-Pierre Bastian, Lionel Dorthe, Martine Ostorero, Louis-Daniel Perret et Eric Vion, La mémoire de Lavaux : territoire, population, éducation, société : (Moyen Age : Ancien Régime bernois), Cabédita, 2014
- Louis Levade, Dictionnaire géographique, statistique et historique du canton de Vaud, Volume 1, Imprimerie des frères Blanchard, 1824
- Eugène de Mellet, Second appendice au bailliage de Chillon en réponse aux pièces justificatives produites par la famille de Palézieux dit Falconnet, 1861 (lire en ligne)
- E. de Palézieux, La famille de Palézieux dit Falconnet, 1988
- J.-D. Morerod, Genèse d'une principauté épiscopale, 2000
- auteur inconnu, Chartes titres et pièces justificatives publiées par la famille de Palézieux dit Falconnet en réponse à l'ouvrage intitulé : le bailliage de Chillon en 1660, Martignier et Chavannes, 1861 (lire en ligne)
- Recueil de travaux suisses présentés au IVe Congrès international de droit comparé (lire en ligne)
- Walter Lacher, La Chronique de Palézieux, Lausanne, Imprimerie La Concorde, 1955
- Markus Lutz et Jean-Louis-Benjamin Leresche, Dictionnaire géographique-statistique de la Suisse (Volume 2), 1837 (lire en ligne), p. 170
- David Martignier et Aymon de Crousaz, Dictionnaire historique, géographique et statistique de canton de Vaud, Imprimerie L. Corbaz et compagnie, 1867 (lire en ligne)

### Articles
- auteur inconnu, « La contrée d'Oron », Revue historique vaudoise,‎ 1895 (lire en ligne)